# Hirofumi Arai
Pour les articles homonymes, voir Arai (homonymie).
Hirofumi Arai (新井 浩文, Arai Hirofumi), né à Hirosaki, préfecture d'Aomori, le 18 janvier 1979, est un acteur sud-coréen appartenant à la troisième génération de coréens zainichi.

## Biographie
Le 21 février 2019, Hirofumi Arai a été inculpé par le procureur de Tokyo pour une agression sexuelle qui aurait été commise en juillet 2018. Au début du mois, son agence avait annulé la sortie de son dernier film Zenaku no Kuzu. 
Le 2 décembre 2019, il est condamné à cinq ans de prison. Onze mois plus tard, sa peine a été réduite à 4 ans, en raison du paiement par l’acteur d’un règlement de 3 millions de yens (environ 29 000 dollars) à la victime.

## Filmographie

### Au cinéma
- 2001 : Aoi haru : Aoki
- 2001 : Go d'Isao Yukisada : Won-su
- 2002 : Jam Films : (segment « Justice »)
- 2003 : Sayonara, Kuro
- 2003 : Akame 48 Waterfalls (赤目四十八瀧心中未遂, Akame shijūyataki shinjūmisui?) de Genjirō Arato
- 2003 : Joze to tora to sakana tachi : Koji
- 2004 : Heaven's Bookstore (天国の本屋〜恋火, Tengoku no hon'ya 〜 koibi?) de Tetsuo Shinohara : Satoshi
- 2004 : Rabudo gan : Taneda
- 2004 : 69 : Bancho
- 2004 : Chi to hone : Masao Kim
- 2005 : Rinjin 13-gô : Tôru Akai
- 2005 : Le Murmure des dieux (ゲルマニウムの夜, Gerumaniumu no Yoru?) de Tatsushi Ōmori : Rou
- 2006 : Yureru : Yohei Okajima
- 2006 : Matsugane ransha jiken : Kotaro suzuki
- 2008 : Yama no anata - Tokuichi no koi : Police Officer
- 2008 : Gururi no koto (ぐるりのこと?) de Ryōsuke Hashiguchi
- 2008 : R246 Story
- 2009 : Tsurugidake: Ten no ki : Akira Ushiyama
- 2009 : Kanikôsen : Shioda
- 2009 : Villon's Wife (ヴィヨンの妻 〜桜桃とタンポポ〜, Viyon no tsuma - ōtō to tanpopo?) de Kichitarō Negishi
- 2009 : Kuhio taisa : Tatsuya Nagano
- 2009 : Yomigaeri no chi : Shuma
- 2010 : Kenta to Jun to Kayo-chan no kuni
- 2010 : Box: Hakamada jiken - inochi towa
- 2010 : Kokuhaku : Shuya's Father
- 2010 : Doch yakudzy : Yakuza
- 2010 : Namae no nai onna-tachi
- 2011 : Seiji: Riku no sakana : Kazuo
- 2011 : Manzai gyangu
- 2011 : Korede iinoda! Eiga Akatsuka Fujio
- 2011 : Hara-Kiri : Mort d'un samouraï (一命, Ichimei?) de Takashi Miike : Hayatonosho Matsuzaki
- 2011 : The Eclipse's Shadow
- 2011 : Moteki : Yuichi Shimada
- 2012 : Raiâ gêmu: Saisei
- 2012 : Uchû Kyôdai : Yamato Mizoguchi
- 2012 : Herutâ sukerutâ
- 2012 : Yamikin Ushijima-kun
- 2012 : Sono yoru no samurai : Junichi Aoki
- 2012 : Outrage: Beyond (Autoreiji: Biyondo) : Shima
- 2012 : Bakugyaku famîria
- 2012 : Akai kisetsu
- 2013 : Sayonara keikoku
- 2013 : Eien no 0
- 2014 : Ai no uzu
- 2014 : Haru wo seotte
- 2014 : Mahoro ekimae kyôsôkyoku
- 2014 : Kinkyori ren ai : Akachi
- 2014 : 100 Yen Love (武正晴, Hyakuen no koi?) de Masaharu Take : Yuji Kano
- 2014 : Kiseijuu : Uragami
- 2015 : Akegarasu
- 2015 : Hero the Movie
- 2015 : Nobunaga Concerto: The Movie
- 2015 : Hoshigaoka Wonderland
- 2015 : Bakuman : Kazuya Hiramaru
- 2015 : Sayonara (さようなら?)
- 2016 : While the Women Are Sleeping de Wayne Wang
- 2016 : Lost and Found de Show Yanagisawa
- 2016 : The Katsuragi Murder Case de Masaaki Akahori
- 2016 : Emi-Abi de Kensaku Watanabe
- 2016 : HK2 : The Abnormal Crisis de Yuichi Fukuda
- 2017 : The Blue Hearts, A boy's song de Takashi Shimizu
- 2017 : Gintama de Yuichi Fukuda
- 2017 : Saiki Kusuo no Sainan de Yuichi Fukuda : Riki Nendo
- 2018 : Samurai's promise de Daisaku Kimura : Juzo Ono
- 2018 : Kenen de Keisuke Yoshida : Takuji Kanayama

### À la télévision
- 2002 : Ukiha: Shounen tachi no natsu (TV)
- 2002 : Taiyo no kisetsu (série TV)
- 2005 : Kuraimâzu hai (série TV)
- 2007 : Garireo (série TV)
- 2008 : Saigo no senpan (TV)
- 2009 : Ningen dôbutsuen (TV)
- 2009 : Fumô chitai (série TV) : Hori
- 2010 : Moteki (série TV) : Shimada Yuichi
- 2011 : Douki (TV)
- 2011 : Taisetsu na koto wa subete kimi ga oshiete kureta (série TV) : Kashiwagi Koichi
- 2012 : Kiruto no ie (série TV)
- 2012 : Shokuzai (série TV) : Detective Moriya
- 2012 : Kagi no kakatta heya (série TV) : Sugisaki Shunji
- 2012 : Hitori shizuka (série TV)
- 2012 : Going My Home (série TV) : Sanada
- 2013 : Mahoro ekimae bangaichi (série TV)
- 2013 : Tabi no chikara (série TV) : Narrator
- 2013 : Shoten'in Michiru no mi no ue banashi (série TV) : Kazuki
- 2013 : Taberudake (série TV) : Kakino
- 2013 : Hakuba no Ohjisama ~ Junai Tekireiki (série TV) : Egawa
- 2014 : Nobunaga Concerto (série TV)
- 2015 : Rokuyon (série TV)
- 2015 : Dokonjô gaeru (série TV) : Arai, Hirofumi
- 2015 : I'm Home (série télévisée) : Jin Kuroki (en post-production)